# Геральдика Хорватии
Геральдика Хорватии ― направление в геральдике, изучающее гербы, которые ныне используются в Хорватии, и которые использовались на её территории ранее.
Многие хорватские гербы были предоставлены правителями Австро-Венгерской империи (а также ранее входивших в империю стран: Австрии и Венгрии), а также правительством Венецианской республики, поскольку многие века территория нынешний Хорватии была разделена между этими государствами. Изучение хорватской геральдики началось ещё в XVII веке. Хотя геральдические правила в стране регулируются слабо, тем не менее в Хорватии свою деятельность осуществляет Хорватская геральдическая и вексиологическая ассоциация, которая и занимается подобными вопросами.

## Герб Хорватии

Государственный герб Хорватии

Герб Хорватии состоит из одного основного щита и пяти небольших щитов, которые вместе составляют корону над главным щитом. Главный герб клетчатый (chequy), состоит из 13 красных и 12 серебряных (белых) полей. В самой Хорватии герб часто называют словом šahovnica (в переводе ― шахматная доска). Пять небольших щитов представляют пять различных исторических регионов, которые входят в состав Хорватии. Герб был принят 21 декабря 1990 года.

## Распространённые темы
Хорватская геральдика испытала большое влияние геральдики венгерской. Одной из наиболее распространённых гербовых фигур является окровавленная голова турка, которая является отсылкой к многочисленным вторжениям армий Османской империи. Также популярными фигурами являются грифоны, медведи, солнечные, лунные и звёздных изображения, а также лошади. В отличие от геральдики большинства европейских стран, в намёте зачастую используется несколько цветов одновременно: чаще всего это синий и золотой на левой стороне герба и красный и серебряный на правой.

## Городская геральдика
Округам Хорватии, таким как, например, Загребачка часто предоставлялись свои гербы. В случае Загреба это произошло в 1759 году, в год образования округа. Статья 9 Закона О местном самоуправлении и администрации гласит следующее:
 Муниципалитет, город и округ могут иметь свой герб и свой флаг с разрешения центрального государственного органа исполнительной власти, который имеет соответствующие полномочия в сфере местного самоуправления.

По состоянию на 2007 год, около 65 % муниципальных образований страны воспользовались этим правом. Чёрный обычно не используется в качестве фонового цвета.